# Salamaua-Lae-Kampagne
Mubo –
Bobdubi –
Lababia Ridge –
Nassaubucht –
Roosevelt Ridge –
Tambu –
Lae –
Nadzab
1942

Rabaul –
1. Salamaua-Lae –
Operation N –
Operation MO –
Korallenmeer –
Buna-Gona –
Kokoda Track –
Milne-Bucht –
Goodenough –
Buna-Gona-Sanananda –
Operation Lilliput 
1943

Wau –
Bismarcksee –
I –
2. Salamaua-Lae –
Chronicle –
Finisterre –
Cartwheel –
Bougainville –
Huon –
Neubritannien –
Bombardierung von Rabaul 
1944–1945

Admiralitätsinseln –
Emirau –
Take Ichi Konvoi –
Reckless –
Persecution –
Wakde-Sarmi –
Biak –
Noemfoor –
Driniumor –
Sansapor –
Morotai –
Aitape–Wewak
Die Salamaua-Lae-Kampagne (auch Operation Postern) war ein Unternehmen der alliierten Streitkräfte der Vereinigten Staaten und Australien vom 22. April bis zum 16. September 1943 gegen die im Huongolf bei Salamaua und Lae liegenden Einheiten des Japanischen Kaiserreichs während des Pazifikkriegs im Zweiten Weltkrieg. Sie begann nach der für die Alliierten erfolgreichen Schlacht um Wau, im Südwesten von Salamaua, als sich die japanischen Streitkräfte nach Mubo zurückzogen.
Die Kampagne zur Eroberung des Gebiets von Salamaua und Lae begann mit dem australischen Angriff auf japanische Stellungen in der Nähe von Mubo am 22. April und endete mit dem Fall von Lae am 16. September 1943.

## Vorgeschichte
Nachdem die Japaner erfolglos versucht hatten über den See- und Landweg Port Moresby im Südosten Neuguineas zu erobern (→ Operation MO und Kokoda-Track-Kampagne) und es wiederholt versuchten über Wau dorthin zu gelangen und dort von australischen Einheiten abgewehrt worden waren, hatten sie sich nach Mubo in Richtung Salamaua zurückgezogen. Die Okabe-Abteilung, eine etwa brigadegroße Formation von ca. 800 Mann unter dem Kommando von Generalmajor Okabe Toru formierte sich im Gebiet um Waipali und Guadagasal neu.

### Lae
Die Stadt Lae im damaligen Territorium Neuguinea, liegt an der nordwestlichen Ecke des Huongolfs und damit am westlichen Ende der Südküste der Huon-Halbinsel an der Mündung des Flusses Markham. 1941 war Lae die Hauptstadt des Distrikts Morobe und die größte Siedlung in Nordostguinea. Sie war das Zentrum des lokalen Goldbergbaus und verfügt über einen guten Ankerplatz. Der Flugplatz befand sich in Malahand, etwa 6,4 Kilometer nordöstlich. Die Japaner nahmen Lae im Rahmen der Operation SR vom 8. bis 10. März 1942 ein und errichteten dort eine Garnison.

### Salamaua
Salamaua war eine kleine Stadt an der nordöstlichen Küste des Huongolfs im Distrikt Morobe. Die Siedlung wurde auf einer kleinen Landenge zwischen der Küste mit Bergen im Landesinneren und einer Landzunge errichtet. In den 1920er Jahren nutzten Goldminenarbeiter Salamaua als Stützpunkt um im Landesinneren nach Gold zu suchen. In Wau wurden sie fündig und Bergleute kamen von überall her und machten sich über den schwer begehbaren Black Cat Trail auf den Weg zu den Goldfeldern.
Am 22. Januar 1942 wurden die australischen Truppen von Salamaua evakuiert. Am 8. März 1942 landeten japanische Truppen im Zuge der Operation SR bei Salamaua und errichteten dort einen Stützpunkt.

### Mubo
Mubo ist ein Dorf im Landesinneren von Salamaua und befindet sich im damaligen Distrikt Morobe. Das Dorf wurde am 14. Mai 1943 von den Japanern besetzt.

### Nadzab
Zwischen April und Juli 1943 führte die alliierte geografische Abteilung des Southwest Pacific Area (SWPA) Kommandos nach der japanischen Invasion eine Aufklärung im Gebiet um Lae durch. Die Beschreibung im Terrain-Handbuch 4 lautet auf Seite 18 wie folgt:

“Nazdab is located twenty-seven miles NW of Lae by road 900 yds by an indefinite width. Covered with kunai grass. Good dispersal area. Emergency landing ground for heavy freight planes. Extension to 2000 yds thought possible.”

„Nazdab liegt 27 Meilen (ca. 43,5 km) nordwestlich von Lae auf einer Straße von 900 Yards (ca. 820 m) Länge und unbestimmter Breite. Mit Kunai-Gras bedeckt. Gutes vergrößerbares Areal. Notlandeplatz für schwere Frachtflugzeuge. Verlängerung auf 2000 Yards (ca. 1,8 km) für möglich gehalten.“

## Die japanische Situation
Im April 1943 berief General Imamura Hitoshi seine Armeekommandanten nach Rabaul ein und erteilte ihnen Befehle auf der Grundlage des Zentralabkommens. In den Anweisungen an Generalleutnant Adachi Hatazō wurde betont, dass Lae und Salamaua zu halten, die Straße Madang-Lae zu bauen und Küstenkahnstrecken von West-Neubritannien nach Lae und Salamaua einzurichten sind. In Erfüllung der Politik der Verwendung von Kampfflugzeugen der Marine in den Salomonen und der Armee-Flugzeuge in Neuguinea wurde die gesamte 6. Luftdivision angewiesen nach Neuguinea zu verlegen.

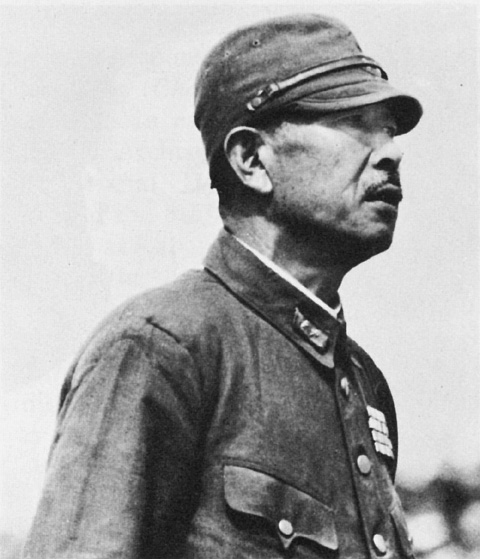
Generalleutnant Adachi Hatazō

Im Juni erließ Imamura weitere Befehle, die die Bedeutung von Lae und Salamaua hervorhoben. Die 18. Armee wurde angewiesen, die beiden Stützpunkte sowie Wewak, Madang und Finschhafen zu stärken. Adachi Hatazō sollte seine Streitkräfte in Lae und Salamaua neu gruppieren und sich darauf vorbereiten, die alliierten Außenposten und Patrouillenbasen in Wau, Bena Bena und Mount Hagen zu erobern und die Täler der Flüsse Ramu und Sepik zu besetzen.
In Erwartung der Operationen gegen Bena Bena und Mount Hagen verlegte das kaiserliche Hauptquartier die 7. Luftdivision von Niederländisch-Indien zur 8. Regionalarmee und stellte kurz darauf das Hauptquartier der 4. Luftarmee unter Imamura, um die Operationen der beiden Luftdivisionen zu koordinieren.
Im Juni 1943 hegten die Japaner immer noch Ambitionen für zukünftige Offensiven. Rückblickend ist klar, dass sie aufgrund ihrer Ressourcen nur zu Abwehrmaßnahmen fähig waren. Aber wie in Guadalcanal und Buna waren die Japaner im Verteidigungseinsatz so geschickt, dass die alliierten Truppen vor einer langen Reihe harter Schlachten standen.

## Die Planung der Alliierten

### Die Operation Postern
Die Salamaua-Lae-Kampagne, deren Hauptelement die Operation Postern war, war eine Reihe von Aktionen der australischen und US-Streitkräfte in der Neuguinea-Kampagne mit dem Ziel, die zwei großen japanischen Stützpunkte in Salamaua und Lae zu erobern. Die Operation war der Vorläufer der geplanten Räumung der japanischen Streitkräfte von der Spitze der Huon-Halbinsel. Dies bot den kürzest möglichen Zugangsweg zum wichtigsten japanischen Basisgebiet um Rabaul auf der Insel Neubritannien. Postern wurde im Rahmen der Operation Cartwheel zur Isolierung von Rabaul durchgeführt.
Nachdem Wau erfolgreich verteidigt worden war, wurde Generalleutnant Stanley Savige von General Thomas Blamey angewiesen, das Gebiet von Wau in eine aktive Einsatzzone für die mobile Verteidigung zu verwandeln. Zu seinen Einheiten gehörten die 17. Brigade und die 2/3rd, 2/5th und 2/7th Independent Companies. Die Alliierten vermuteten, dass es in Lae und Salamaua etwa 5.500 Japaner gab, zwischen 6.000 und 8.000 in Madang und zwischen 9.000 und 11.000 in Wewak. Savige wurde daher angewiesen, Salamaua nicht direkt anzugreifen, und er beschloss, so weit wie möglich feste Stützpunkte zu errichten und die Japaner mit offensiven Patrouillen unter Druck zu setzen. Die Japaner hatten sich auf dem Pimpel, dem Green Hill und dem Observation Hill entlang der Hauptstrecke von Wau nach Mubo eingegraben.
Am 2. März versuchten die Japaner, acht Truppentransporter unter dem Kommando von Konteradmiral Kimura Masatomi mit 6900 Mann der 51. Division unter Generalleutnant Nakano Hidemitsu von Rabaul nach Lae zu schicken, aber alle Schiffe wurden von der alliierten Luftwaffe versenkt (→ Schlacht in der Bismarcksee). Nur rund 800 bis 1000 Männer erreichten Lae und Salamaua. Es war der letzte Versuch, eine große Anzahl von Verstärkungen in den Huongolf zu bringen.

## Die Schlachten

### Überblick
Das erste Ziel der Operation Postern war die Einnahme von Lae und Salamaua. Die ersten Aktionen dazu begannen vor der eigentlichen Operation Postern, als australische Truppen der 17. Brigade aus Wau vorrückten und amerikanische Truppen in der Nacht vom 29. auf den 30. Juni, am selben Tag wie die japanische Operation I und die alliierte Operation Chronicle, in der Nassaubucht landeten. Nach der Vereinigung beider Streitkräfte rückten sie nach Norden vor und nahmen am 17. Juli das Dorf Mubo ein, anschließend eroberten sie Mitte August den Berg Tambu zwischen Mubo und Salamaua.
General Adachi glaubte, dass Lae verloren gehen würde wenn Salamaua fällt und schickte deshalb 9.000 seiner 11.000 Männer nach Salamaua. Dies bedeutete, dass das Gebiet von Lae zu Beginn der Operation Postern sehr schwach verteidigt wurde.
Am 4. September landete die australische 9. Division an der Küste östlich von Lae und begann nach Westen vorzurücken. Am folgenden Tag eroberten US-Fallschirmjäger Nadzab, und am 6. September flog die australische 7. Division ein und rückte nach Osten in Richtung Lae vor.
Damit war für Adachi der Kampf verloren und er beschloss, seine Truppen in Richtung Finschhafen an der Spitze der Huon-Halbinsel abzuziehen. Am 11. September drangen amerikanische Truppen ungehindert in Salamaua ein, und am 16. September eroberten Truppen der australischen 7. Division Lae.

### Stillstand der Fronten
Das größte Problem der australischen Streitkräfte war die Ausgezehrtheit ihrer Soldaten nach den harten und langen Kämpfen auf dem Kokoda-Track und bei Buna und Gona. Auch die Verteidigung von Wau hatte erhebliche Anstrengungen gekostet. Im März 1943 stellte das australische Kriegskabinett fest, dass die tatsächliche Stärke der Armee 79000 Mann unter dem Normalwert lag und eine monatliche Neurekrutierung von 12500 Mann erforderlich war. So gab es im April kaum tatsächliche Kämpfe zwischen gegnerischen Bodentruppen, da sich auch die japanischen Einheiten  neu konsolidieren mussten.
In Neuguinea patrouillierte die Kanga Force unter Brigadier M. J. Moten gegen die Japaner zwischen den mit Dschungel bewachsenen steilen Bergrücken des Mubo-Gebiets. Am 24. März traf Generalmajor Savige in Port Moresby ein, um das Kommando in der einzigen aktiven Kampfzone im Südwestpazifik zu übernehmen. Savige besuchte die Schlachtfelder zwischen dem 30. März und dem 13. April. Sechs Tage später kehrte er nach Wau zurück und zog am 23. April mit seinem Divisionshauptquartier nach Bulolo. Am selben Tag übernahm er das Kommando über alle Truppen in der Region und die Kanga Force hörte auf zu existieren.

### Landung in der Nassaubucht
Die Nassaubucht befindet sich südlich von Salamaua und lag außerhalb des Hauptverteidigungsgebiets der Japaner. So konnte sie besetzt werden, ohne allzu große Kämpfe zu riskieren. Die Landung wurde durchgeführt, um die Operation Postern zu unterstützen und fand gleichzeitig mit der Operation Chronicle statt. Lae sollte von einer amphibischen Streitmacht angegriffen werden und die Bucht bot einen guten Bereitstellungsposten für Landungsboote in Reichweite des Einsatzgebiets. Die Einheiten der Operation Postern konnten nicht vollständig per Schiff, Landungsboot, Flugzeug oder über Land mit Nachschub beliefert werden. Die Bedrohung durch japanische Luftangriffe in den begrenzten Gewässern des Huongolfs und der Vitiaz-Straße sowie der vorherrschende Mangel an Truppen- und Frachtschiffen machten den Einsatz großer Schiffe unpraktisch, wenn nicht ganz unmöglich. Der Mangel an Landungsbooten und die Entfernung begrenzten das Ausmaß jeglicher Land-zu-Land-Operationen. Die australischen Truppen, die von Wau aus gegen Salamaua operierten, wurden immer noch auf dem Luftweg versorgt, was den Luftverkehr im Südwestpazifik stark belastete und die Anzahl der Bodentruppen begrenzte, die eingesetzt werden konnten. Die Einnahme der Nassaubucht bot die Möglichkeit diese Probleme zumindest teilweise zu lösen, was genau in die bereits ausgearbeiteten Pläne passte.

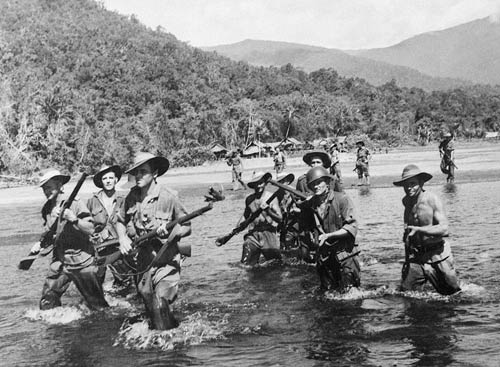
Amerikaner und Australier während der Landung in der Nassaubucht

Nach einigen Schwierigkeiten während der Anfahrt begann die Landung in der Nassaubucht kurz nach Mitternacht am 30. Juni 1943 in zwei Wellen. 770 amerikanische Soldaten gingen ohne japanische Opposition an Land. Japaner in einem Außenposten am Strand waren in den Dschungel geflohen. Mit Ausnahme eines Landungsboots gab es keine ernsthaften Ausrüstungsverluste, aber die meisten Funkgeräte wurden durch Salzwasser beschädigt.
Die dritte Welle, die Stunden nach den ersten beiden eintraf, erkannte, dass ihr Boot das einzige war, das sofort zur Nachschublieferung zur Verfügung stand, und beschloss nicht zu landen. bis die Brandung nachließ. Sie schützten sich in einer Bucht an der Küste. Als der Sturm nachließ kehrten sie zur Nassaubucht zurück, konnten jedoch keinen Kontakt zu den Truppen aufnehmen, die zu der Zeit einen japanischen Angriff abwehrten. Die Welle kehrte nach Mageri Point zurück und landete am Nachmittag des 2. Juli in der Nassaubucht.
Die japanischen Kommandeure beschlossen, keinen umfassenden Angriff auf den neuen amerikanischen Brückenkopf zu riskieren. So führten sie einen Angriff am Strand durch, der jedoch von weiter südlich abgeschnittenen Truppen durchgeführt wurde. Am späten Nachmittag stießen sie mit den amerikanischen Truppen zusammen, die nach Süden geschickt worden waren, und zwangen sie zurück zum Brückenkopf. Am südlichen Rand der Bucht wurde eine neue Verteidigungslinie errichtet. In der Nacht griffen die Japaner an, wurden jedoch von den Amerikanern zurückgeschlagen. Dieser Angriff kostete die Amerikaner 18 Tote und 27 Verwundete, die meisten Opfer während der Landungen. Die Japaner hatten mindestens 50 Tote zu beklagen.
Am 2. Juli, als der Rest der Landungstruppe endlich am Strand war, wurde die Nassaubucht für sicher erklärt. Am selben Tag nahmen die nach Westen ziehenden Amerikaner Kontakt mit der australischen 17. Brigade um Mubo auf.

### Eroberung von Mubo

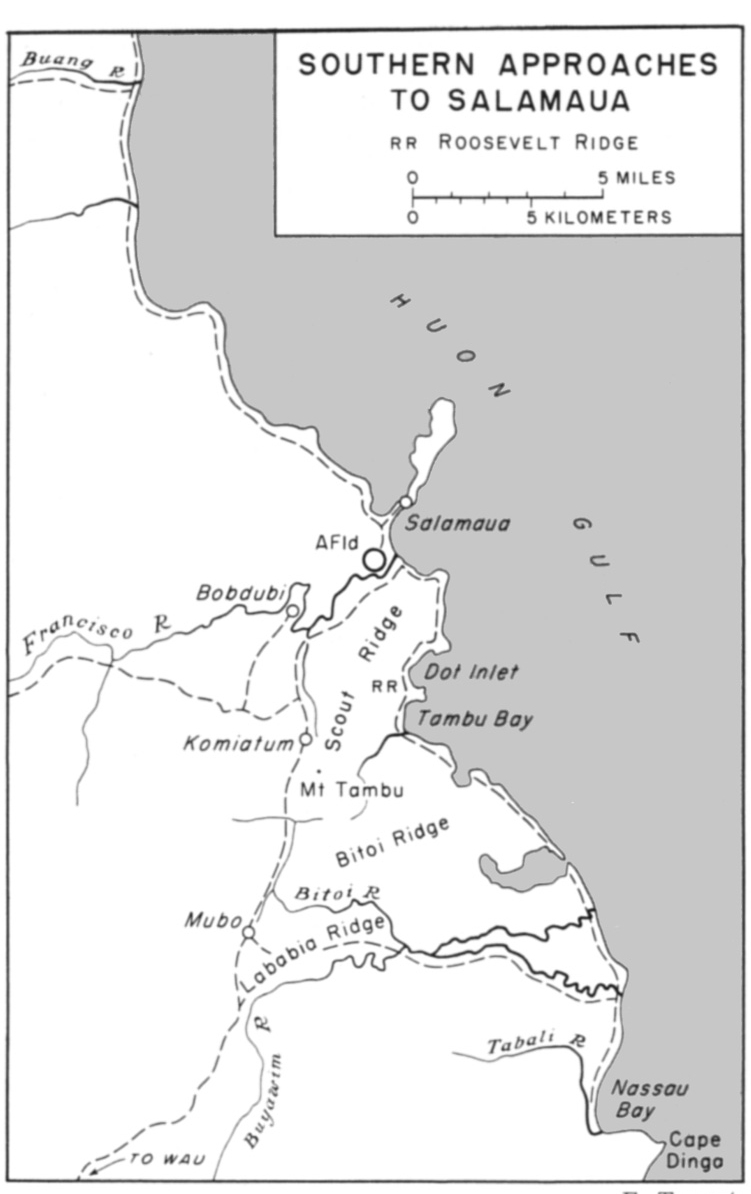
Vormarsch auf Salamaua (Südrouten)

Ein langes, weithin sichtbares Geländemerkmal, das sich nordwestlich von der Schlüsselhöhe des Berges Tambu erstreckte und sich zwischen den Bächen Buirali und Buiwarfe erhob, war der Komiatum-Bergkamm. Der Pfad, der dort entlang lief, war die Hauptroute für japanische Vorräte und Verstärkungen, die von Salamaua zu ihren Positionen an der Goodview-Kreuzung und am Berg Tambu gebracht wurden. An diesen Positionen sollte der australische Vormarsch nach Mubo blockiert werden.
Am Morgen des 22. April gelang es einem australischen Kommando dort eine größere, aus Salamaua anrückende japanische Truppe anzugreifen und auszuschalten.
Bis in den Juli kam es immer wieder zu kleineren oder auch größeren Gefechten zwischen den gegnerischen Parteien. Am 5. Juli befahl Savige  die 2/3rd Independent Company in Richtung des Tambu Sattels und der Goodview-Kreuzung zu schicken, wo sie den Komiatum-Track abschneiden und die Flucht der Japaner nördlich von Mubo verhindern sollte.
Am 14. Juli war das Flugfeld bei Mubo bereit für kleinere Flugzeuge zum Transport von Verletzten.
Die Angriffe zweier Bataillon hatten die Japaner nicht erfolgreich von der Bobdubi Ridge vertrieben, aber sie hatten die japanischen Kommandeure veranlasst dieses Gebiet und nicht das Hauptkampfgebiet um Mubo zu verstärken, und schließlich eine wichtige Rolle bei der Verursachung des Rückzugs gespielt.
Die australische 3. Division, unterstützt von einem amerikanischen Bataillon, hatten bis zum 13. Juli den Japanern eine schwere Niederlage zugefügt. Die Japaner hatten Mubo verloren und ihr Einfluss auf der Bobdubi Ridge war geschwächt worden.

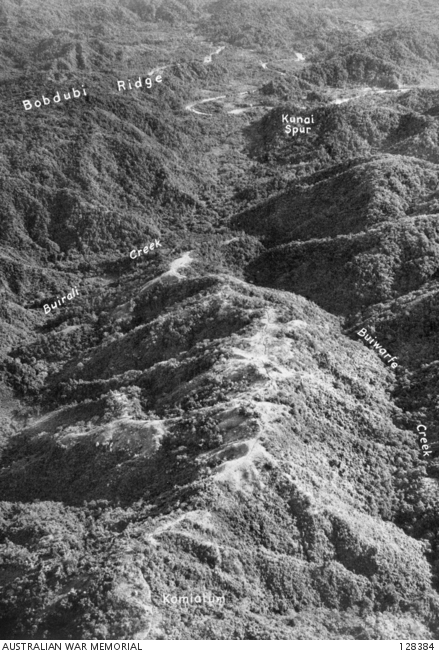
Die Komiatum Ridge im Vordergrund, im Hintergrund die Bobdubi Ridge

### Bobdubi und Lababia Ridge
Ende Juni griffen Elemente der 3. australischen Division die Bobdubi Ridge an, in der Hoffnung, den Feind von den Landungen der US-Armee in der nahe gelegenen Nassaubucht abzulenken. Die stark befestigten japanischen Stellungen mussten oft in Nahkämpfen angegriffen werden. Anfang Juli konzentrierten sich die Kämpfe um Ambush Knoll, einer Position die die japanischen Versorgungswege zur Nordseite des Kamms kontrollierte. Die Kämpfe schwankten hin und her und die Verluste waren auf beiden Seiten hoch.
Am 15. Juli starteten die Australier einen weiteren Angriff auf Ambush Knoll und waren nach schwerem Kampf erfolgreich. Die Einnahme von Ambush Knoll erzwang zwar einen teilweisen japanischen Rückzug, aber die Kämpfe verlagerten sich dann auf naheliegende Gebiete wie Timbered Knoll, die Coconut Ridge und Old Vickers.
Die Unterstützung der amerikanischen Artillerie war entscheidend um die japanischen Stellungen zu bekämpfen, aber die Infanterie musste letztendlich die japanischen Stellungen ausheben. Die Kämpfe dauerten wochenlang bis die Bobdubi Ridge und die umliegenden Areale am 19. August 1943 endgültig unter australische Kontrolle gerieten.
Die Lababia Ridge ist ein hoher und steiler, mit Dschungel bewachsener Bergkamm, der sich östlich von Mubo aus dem Bitoi-Tal erhebt. Da sich dort mehreren Pfade kreuzen, wurde das Areal während der Kämpfe um Mubo Mitte 1943 zu einer taktischen Schlüsselposition. Der Vormarsch entlang des Jap Track, der vom Kamm nach Norden verlief, um sich dem Hauptweg Mubo-Salamaua anzuschließen, wurde durch starke japanische Positionen auf Hügeln blockiert, die als Pimple und Green Hill bekannt sind. Die vorderste australische Position befand sich etwa 400 Meter südlich des Pimple.

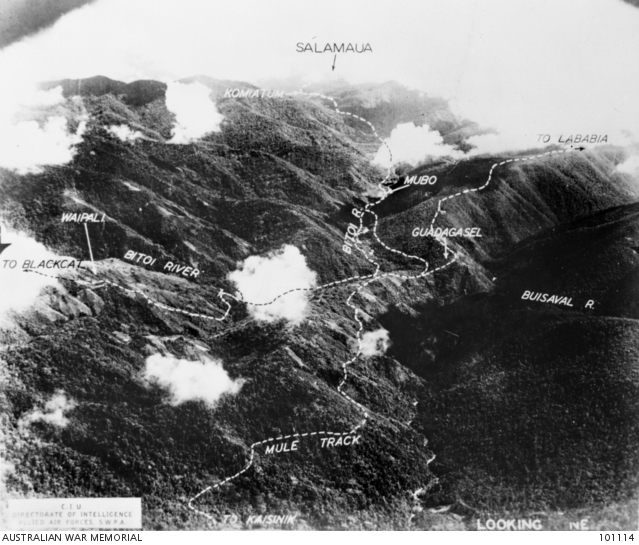
Das Gebiet um Guadagasal-Mubo mit der Lababia Ridge am rechten Bildrand

Die Kämpfe rund um Lababia Ridge beschränkten sich auf Patrouillenkollisionen, bis die Japaner am 20. Juni einen weiteren Angriff auf den Pimple unternahmen. Der vordere australische Stellung am Fuße des Pimple wurde zurückbeordert und die Einheiten konsolidierten sich etwa einen Kilometer weiter südlich.
Die Japaner versuchten während der viertägigen Schlacht zuerst die australische Stellung frontal von Norden anzugreifen. Danach versuchten sie es mit Flankenangriffen – zuerst von Osten, dann von Westen. Sie waren jedoch nie in der Lage, den Ring vollständig zu schließen, wodurch Verstärkung, Vorräte und Munition in die Stellung gebracht werden konnte. Durch einen Luftschlag mittels RAAF Beaufighters am Morgen des 23. Juni konnten die japanischen Angriffsbemühungen beendet werden. Australische Truppen patrouillierten in den folgenden Wochen weiter um die Lababia Ridge und am 12. Juli wurde festgestellt, dass sowohl der Pimple als auch Green Hill vom Feind aufgegeben waren.

### Roosevelt Ridge und Berg Tambu
Der Tambu ist mit 280 M.ü.N.N. der höchste Punkt auf der Strecke zwischen Salamaua und Mubo im Südosten Neuguineas. Mit seinen steilen Berghängen und Grate bot er eine starke natürliche Verteidigungsposition und wurde von den Japanern während der alliierten Offensive gegen Salamaua Mitte 1943 besetzt.
Eine Kompanie des 2./5. Bataillons begann am 16. Juli den Angriff auf den Tambu, rückte südlich einen Kamm hinauf und eroberte zwei Hügel, auf denen japanische Außenposten standen. Die Japaner erkannten ihren Fehler, die Australier auf dem Tambu Fuß fassen zu lassen und griffen umgehend an. Die Australier konnten aber ihre Position verteidigen, nachdem sie durch eine weitere Kompanie verstärkt worden waren. Drei Tage später verebbten die japanischen Gegenschläge. Patrouillen in den folgenden Tagen stellten fest, dass die Japaner ihre Hauptstellungen verstärkten. Brigadier Moten wurde angewiesen, keine weiteren Angriffe durchzuführen bis Artillerieunterstützung verfügbar wurde.

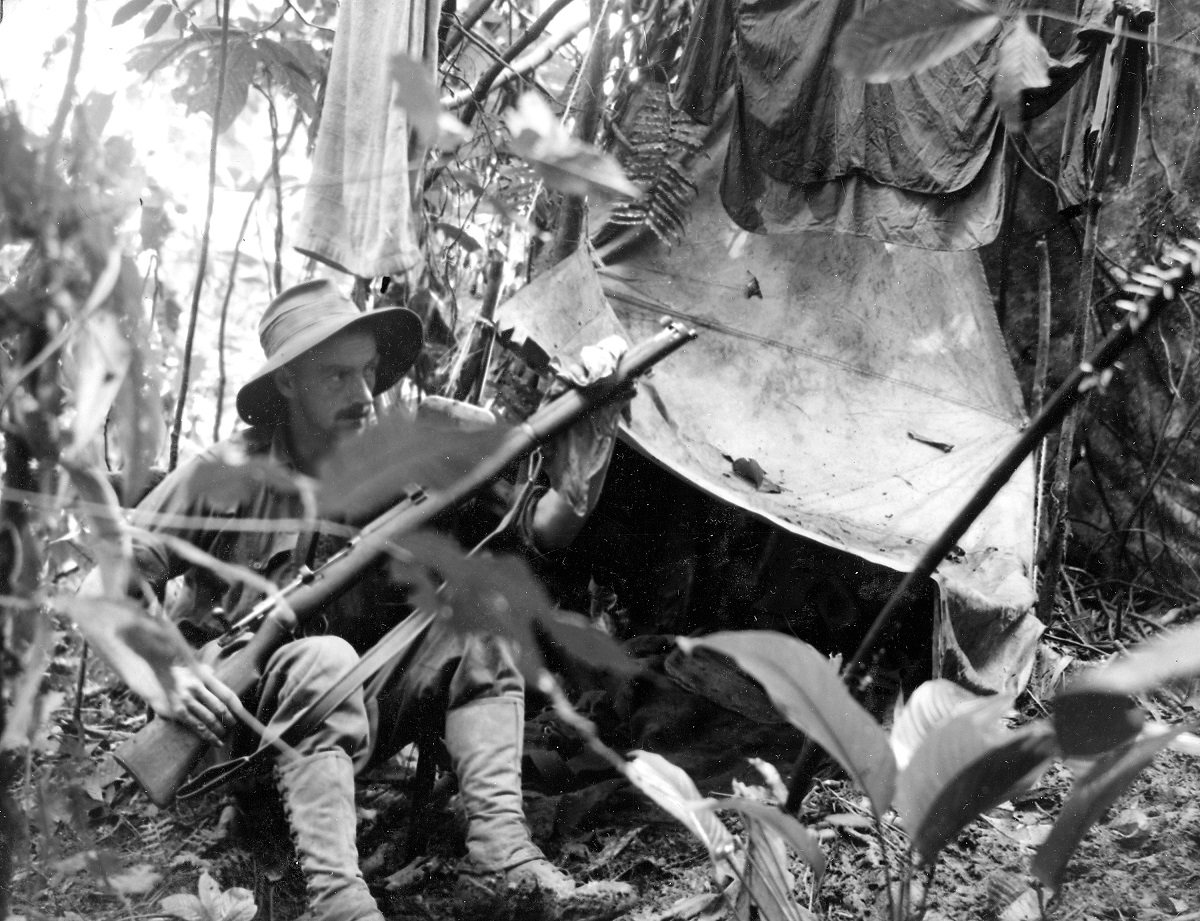
Ein australischer Soldat reinigt sein Gewehr im Kampfgebiet des Berges Tambu

Auf Grund der unzureichenden Zeit für Aufklärungen und Angriffe auf weit auseinander liegende steile Berghänge konnten die Kompanien kaum Fortschritte erzielen. Eine kleine Gruppe Australier kämpfte sich durch drei Ringe japanischer Bunker um zum Gipfel des Tambu zu gelangen, musste sich jedoch ohne Unterstützung zurückziehen. Am 30. Juli unternahm eine Kompanie der Amerikaner einen ähnlich erfolglosen Versuch den Gipfel zu erobern. Letztendlich wurde der Berg Tambu erst besetzt, nachdem alliierte Operationen die Hauptkammlinien im Westen und Norden erobert hatten, wodurch die Japaner umzingelt und am 19. August zum Rückzug gezwungen wurden.
Als Teil der Annäherung an Salamaua sollte der Hauptteil des amerikanischen 162. Infanterieregiments, das aus dem 1. Bataillon unter Oberstleutnant Harold Taylor und dem 3. Bataillon unter Archibald Roosevelt bestand, einen flankierenden Vorstoß entlang der Küste nördlich der Nassaubucht in Richtung Logui unternehmen. Die US-Truppen überquerten den Fluss Bitoi und rückten entlang der schmalen Landenge östlich des Sees Salus nach Norden in Richtung Tambubucht vor. Kurz vorher war ein Streit darüber entstanden, ob die US-Truppen unter australischem Kommando standen oder nicht.
Patrouillen entdeckten Mitte Juli japanische Einheiten, die die Bucht gegen feindliches Eindringen absichern sollten. Zusätzlich zu diesen Streitkräften, die etwa 250 Mann zählten, hatten sich weitere japanische Soldaten, die sich von Mubo zurückgezogen hatten, auf einem Kamm mit Blick auf die Bucht positioniert. Dieser Kamm, der eine gute Beobachtung der Tambubucht ermöglichte und ein gutes Schussfeld für ihre Artillerie auf die Landungsstrände bot, wurde später von den Amerikanern Roosevelt Ridge genannt.

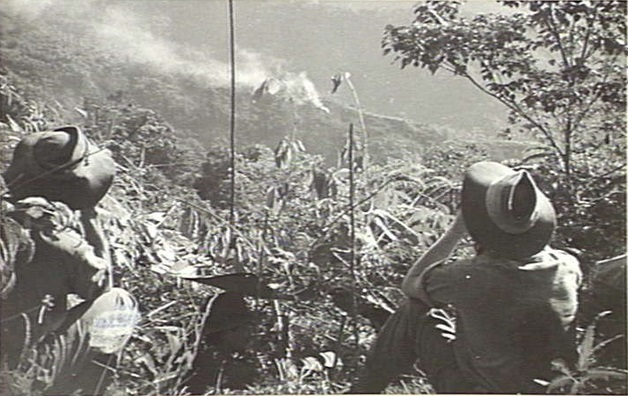
Australische Soldaten beobachten die Artillerieeinschläge auf der Roosevelt Ridge

Kurz darauf landeten amerikanische Einheiten in der Bucht und versuchten nach Süden vorzudringen, wurden aber von den Japanern auf der Roosevelt Ridge unter Artilleriefeuer genommen. Mehrere Versuche der Amerikaner den Kamm einzunehmen schlugen vorerst fehl, so dass diese sich zurückzogen. Nachdem weitere Verstärkungen in der Bucht gelandet waren versuchten die Amerikaner am 27. Juli erneut die Roosevelt Ridge einzunehmen. Sie kamen aber über die nächsten Tage nur schrittweise weiter und mussten mehrere Gegenangriffe der Japaner abwehren. Dies führte sogar dazu, dass die Kommandanten Coane und Roosevelt von General MacArthur von ihren Posten abgezogen wurden. Nachdem das australische 42. Infanteriebataillon in der Nassau- und Tambubucht gelandet war, konnte am 13. August ein Großangriff gestartet werden, der am folgenden Tag zum Erfolg führte und die Japaner sich zurückzogen.

### Landung bei Lae
Für die Landung bei Lae standen die 7. und 9. australische Division zur Verfügung. Da aber nur ungenügende amphibische Transportmittel  für beide Divisionen zur Verfügung standen, beschlossen der australische General Thomas Blamey und der amerikanische Generalleutnant George Kenney eine Division an der Küste in der Nähe von Lae anzulanden und die zweite Division zu einer verlassenen Dschungel-Landebahn in der Nähe des Dorfes Nadzab, rund 32 Kilometer westlich der japanischen Basis, zu fliegen. Lae sollte dann mittels eines Zangenangriffs eingenommen werden. Allerdings lag die Schwierigkeit darin, die Landebahn schnellstmöglich für Transportflugzeuge zu räumen und die japanischen Einheiten bis dahin aufzuhalten.
Der Landungsverband der Seventh Amphibious Force (TF.77) unter Konteradmiral Barbey lief am 1. September 1943 nach CTF 76 Op. Plan (2-43) von der Milnebucht aus um 8000 Mann der australischen 9. Division unter dem Kommando von Generalmajor George F. Wooten ostwärts Lae abzusetzen. Der Verband bestand aus 39 LST, 20 LCI, 9 LCT, 14 Transportern und drei anderen Fahrzeugen. Zur Unterstützung der Landung liefen neun US-Zerstörer mit.

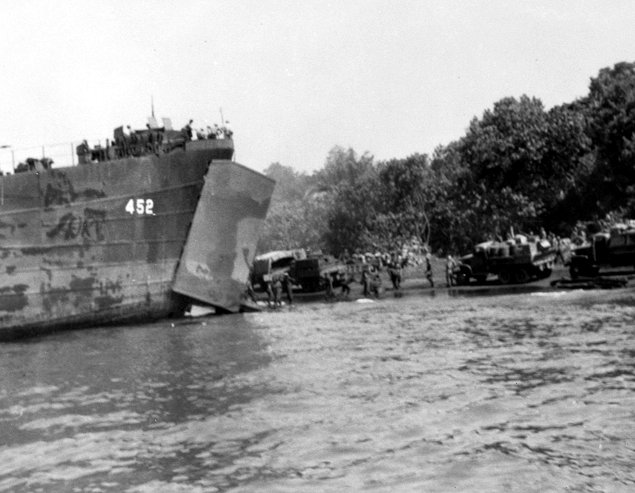
LST-452 am 4. September 1943 am Landungsstrand bei Lae

Die Reid erfasste mittels Radar einen anfliegenden japanischen Bomberverband so rechtzeitig, dass US-Jäger ihn abgefangen konnten. Weitere Luftangriffe führten zur Versenkung eines LCI und zur Beschädigung von fünf weiteren Transportern und einem Zerstörer.
Amerikanische Luftangriffe vor Lae versenken ein japanisches Patrouillenboot und vor Wewak drei Frachter.
Die Landung verlief zunächst ungehindert und es gab nur wenige Opfer. Luftangriffe auf den Konvoi führten jedoch dazu, dass 37 Männer der Navy getötet und 40 verwundet wurden, während unter den eingeschifften Truppen 36 getötet und 51 verwundet wurden. Die Verwundeten wurden mit Zerstörern, APDs oder LSTs versorgt und kehrten so schnell wie möglich hinter die Frontlinie zurück. Am Ende des Tages hatten die Australier über 2400 Männer am Strand und waren bereit, nach Westen vorzurücken.
Am 6. September stießen sie am Fluss Bunga, etwa auf halber Strecke nach Lae, auf japanischen Widerstand. Die Australier rückten in zwei Kolonnen vor, mit der 24. Brigade an der Küste und der 26. weiter im Landesinneren. Ziel war es, Lae zu erobern und die Flucht der japanischen Garnison zu verhindern. Am 8. September erreichten die aus dem Osten vorrückenden Australier den schnell fließenden Fluss Busu, der von den Japanern verteidigt wurde. Ein erster Angriff am Morgen des 9. September wurde zurückgeschlagen, aber bei einem zweiten Angriff gelang es, einen Brückenkopf zu etablieren. Die nächsten drei Tage wurden damit verbracht die 24. Brigade über den Fluss zu bringen, während gleichzeitig eine Brücke stromaufwärts errichtet wurde, damit die 26. überqueren konnte. Die beiden Brigaden gelang es am Morgen des 15. September den Busu zu überqueren.

### Luftlandung bei Nadzab
Der Erfolg des Angriffs der 7. australischen Division auf die Hafenstadt Lae hing von der Einnahme der Landebahn in Nadzab ab, damit die Division dort abspringen konnte. Die Fifth Air Force führte vor der Operation umfangreiche Vorbereitungen durch. Die Generäle Kenney und Whitehead entwickelten einen sehr komplizierten Luftunterstützungsplan für die Operation. 

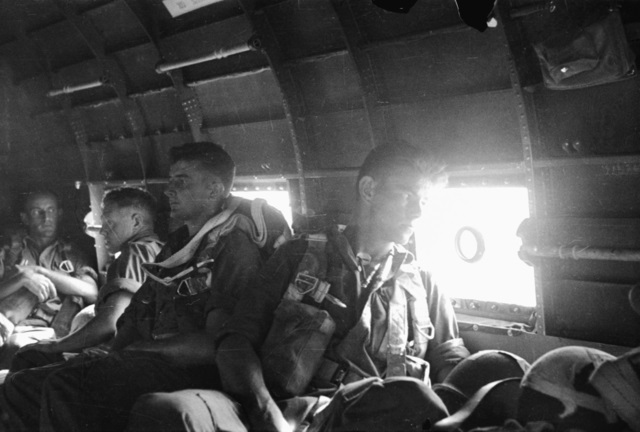
Kanoniere des 2./4. Feldregiments der australischen Armee in einem C-47-Transportflugzeug auf dem Weg nach Nadzab

In 300 m Höhe flogen 6 Geschwader B-25 Mitchell-Bomber mit jeweils acht 50-Zoll-Maschinengewehre in der Front und 60 Splitterbomben in der Bombenbucht. Ihre Aufgabe war es, alle Bereiche der Landezone zu beschießen und zu bombardieren.
Darüber im 450 m Höhe flogen Mitchell-Bomber paarweise mit sechs A-20-Havocs. Ihre Aufgabe war es, einen Rauchschutz zu legen, nachdem die letzte Splitterbombe explodiert war.
Dahinter kamen 96 C-47 Dakotas zum Einsatz, die Fallschirmjäger, Vorräte und Artillerie transportierten. 146 P-38 Lightnings, P-39 Airacobras und P-47 Thunderbolts wurden zum Schutz der Dakotas eingesetzt.
Nach den Transporten kamen fünf B-17 Fortress Bomber als mobile Versorgungseinheiten, beladen mit 3000-Pfund-Paketen, die per Fallschirm an die Fallschirmjäger abgeworfen wurden, wenn sie diese benötigten. Die B-17 blieben den ganzen Tag über Nadzab und ließen auf diese Weise insgesamt 15 Tonnen Vorräte fallen.

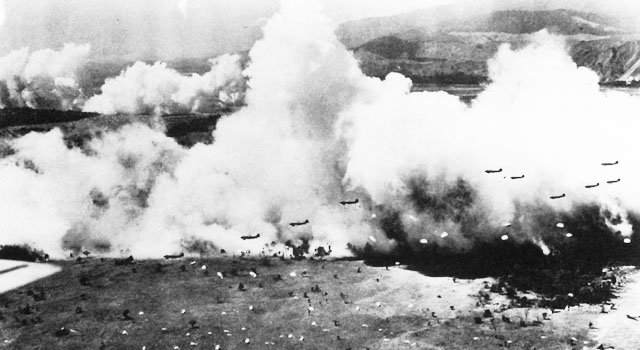
Luftlandung bei Nadzab am Morgen des 5. September 1943

Hinter der Versorgung der B-17 befand sich eine Gruppe von 24 B-24 Liberator-Bombern und vier B-17. Diese Flugzeuge verließen die anfliegende Kolonne kurz vor der Kreuzung der Flüsse Watut und Markham, um japanische Verteidigungspositionen auf Heaths Plantage etwa auf halber Strecke zwischen Nadzab und Lae anzugreifen.
Gleichzeitig griffen zehn Bristol Beauforts, fünf A-20-Bostons und sieben P-40 Kittyhawk-Jäger der Royal Australian Air Force das japanische Flugfeld in Gasmata auf Neubritannien an und setzten es außer Betrieb. Damit hatten japanische Jagdflugzeuge keine Möglichkeit mehr betankt zu werden. Infolge dieser unterstützenden Luftaktionen gab es während der Landung der 7. australische Division am 6. September 1943 bei Nadzab kein japanische Abfangtätigkeit.
Am 10. September rückten die Australier von Nadzab nach Osten in Richtung Lae vor. Die letzten großen japanischen Einheiten verließen Lae am 15. September und am Morgen des 16. September marschierten die ersten australischen Truppen in die Stadt ein.

## Nach der Schlacht
General Adachi Hatazō sagte nach Kriegsende, dass die Japaner nach dem Rückzug aus dem Gebiet Tambu – Komiatum eine neue Linie von Charlie Hill zur Küste bildeten, die bis zum 4. September standhielt. Adachi und Nakano planten, falls es unmöglich wäre diese Linie zu halten, ihre Verteidigungslinie zu verkürzen, indem sie sich auf die Nordseite des Flusses Francisco zurückziehen und dort eine letzte Stellung beziehen würden. Nach der Landung der 9. australischen Division erkannte Adachi jedoch, dass es für seine 51. Division unmöglich sein würde Salamaua länger zu halten und er befahl Nakano, sich nach Kiari an der Nordküste Neuguineas zurückzuziehen.
Salamaua wurde verlassen, nachdem der Garnison befohlen worden war sich am 8. September nach Lae zurückzuziehen. Bald darauf beschloss Adachi Hatazō auch den Rückzug aus Lae. Der erste Teil der Garnison verließ Lae am 11. September. Die Garnison aus Salamaua erreichte Lae am 14. und am Ende des 15. September waren beide Streitkräfte auf dem Weg nach Norden. Australische Patrouillen stießen nur noch auf vereinzelte Nachzügler. Etwa 9000 japanische Truppen begannen den Marsch nach Norden und 8400 erreichten schließlich die Nordküste der Huon-Halbinsel. Nicht alle Überlebenden waren für weitere Kämpfe geeignet, aber viele spielten eine Rolle in der Schlacht um die Huon-Halbinsel.
Bei den Kämpfen um und in Salamaua verloren etwa 4000 Japaner ihr Leben. Die Australier verloren 115 Mann. Über 500 Soldaten wurden verwundet und 73 Mann wurden vermisst. Die Amerikaner beklagten bei Lae 81 Tote und 396 Verwundete und die Japaner 2722 Tote.